# Catarina Mourão
Catarina Mourão (Lisboa, 1969) é uma cineasta portuguesa premiada e uma das fundadoras da APORDOC. 

## Biografia
Catarina Mourão, nasceu e  Lisboa,  em Fevereiro de 1969. 
Estudou na Faculdade de Direito da Universidade de Lisboa onde se licenciou em direito. De seguida vai para Inglaterra estudar  Cinema e Televisão na Universidade de Bristol com uma bolsa da Fundação Calouste Gulbenkian. 
Em 1998 é uma das fundadoras da APORDOC – Associação pelo Documentário, considerada pela UNESCO como a principal associação portuguesa de produção de cinema documental. 
Juntamente com a realizadora Catarina Alves Costa, funda a produtora Laranja Azul através da qual realiza a maior parte dos seus filmes. 

## Prémios e Reconhecimento
Vários dos seus filmes foram premiados e nomeados para vários prémios: 
- Por A dama de Chandor, recebeu do Ministério da Cultura português o Prémio Aurélio Paz dos Reis para Cinema Revelação em 1998, no mesmo ano ganhou o Prémio de Melhor Documentário no  IX Festival Internacional do Filme Documentário da Malaposta em 1998 e o de Melhor Argumento no Festival Internacional de Filmes Etnográficos de Belgrado, no ano seguinte. [8][9][10]

- O documentário Desassossego, é galardoado com dois prémios no DOCLisboa de 2012, nomeadamente o de Melhor Produção e Melhor Fotografia [11]

- Recebe o Prémio Melhor Documentário Internacional no ForumDOC (Belo Horizonte) em 2006  pelo filme À Flor da Pele [12][13]
- O documentário sobre a pintora Lourdes Castro recebe em 2010, o Prémio do Público para Melhor Longa-Metragem no festival IndieLisboa [14]
- Com A Toca do lobo, documentário sobre o seu avô, o escritor Tomaz de Figueiredo, é nomeada para os Prémios Sophia de 2017 na categoria de Melhor Documentário em Longa-Metragem. [15] Dois anos antes, em 2015, ganha o Prémio do Público para Longa Metragem no IndieLisboa. [16][17]
- Em 2019, recebe uma Menção Especial no IndieLisboa por O Mar enrola na areia, e uma Menção Honrosa no festival Family Film Project  [18][19][20]

## Filmografia Seleccionada
Entre os seus filmes encontram-se: 
- 1994 - Mecca, Before I die [21]

- 1996 - The port

- 1997 - Fora de Água

- 1998 - A Dama de Chandor [21]

- 2002 - Próxima Paragem

- 2002 - Desassossego
- 2004 - Malmequer, Bem-me-quer ou o Diário de Uma Encomenda [22]

- 2005 - A minha aldeia já não mora aqui [23]

- 2006 - À Flor da Pele
- 2009 - Mãe e Filha

- 2010 - Pelas Sombras (biografia de Lourdes Castro) [24]

- 2012 - Lisbon-Ground (instalações de video)

- 2015 - A Toca do Lobo [25]
- 2019 - O Mar Enrola na Areia [26]
- 2020 - Ana e Maurizio, documentário sobre a artista plástica Ana Marchand  [27]

## Ligações Externas
- Canal 180 - Entrevista com Catarina Mourão no Doc's Kingdom (2015)
- Vimeo Oficial de Catarina Mourão
- Trailer - A Toca do Lobo